# Yutaka Fukushima
Pour les articles homonymes, voir Fukushima.
Yutaka Fukushima (福島 豊, Fukushima Yutaka, né le 4 janvier 1958) est un homme politique japonais membre du parti Kōmeitō, élu a la Chambre des représentants à la Diète (le parlement national).

## Biographie
Né à Sakai, il grandit dans la préfecture de Saitama. Diplômé de l'Université de Kyoto, il travaille comme médecin pendant dix ans. En 1993, il est élu pour la première fois à la Chambre des Représentants.

## Idées et réalisations politiques
Fukushima a fait voter une loi aidant les familles de mères célibataires. Alors qu'il est membre du parlement, il s'occupe d’idées et de sujets liés à sa profession de médecin: transplantation de moelle osseuse, lutte contre les allergies causées par des produits chimique dans de nouveaux immeubles (“sick building” syndrome), encourager l'usage de techniques de fertilisation artificielle, ainsi que des mesures de protection de l'enfance et de couverture des dépenses médicales pour les bas salaires.